# 北也门内战
北也門内战（阿拉伯语：‎）又称9月26日战争，为1962年至1970年间，北也门境内爆发的一场战争，敌对双方为支持也门穆塔瓦基利亚王国流亡王室的亲王室派与支持阿拉伯也门共和国政权的共和派。王室派獲得沙特阿拉伯幕后支援，而共和派也獲得阿拉伯联合共和国（即埃及）派兵支援。

## 过程
1962年9月26日，以阿卜杜拉·薩拉勒為首的一些北也門共和国派軍官發動政變，推翻君主，建立阿拉伯也门共和國，史称“9月26日革命”。原王國君主穆罕默德·巴德爾次日成功逃到北方，與支持他的北也门北方宰德派穆斯林部落联合對抗共和派，北也门内战由此开始。
巴德尔国王在沙特阿拉伯、约旦的支持下，纠集一批保皇派，于1962年10月1日，攻打并占领了萨那部分地区。与此同时，全国各地的保皇势力也分别袭击新共和国政府军，在面临军政危机的情况下，阿拉伯也门共和国新政权向友好国家请求军事援助。10月5日，埃及出兵，第一批为4000人，随后逐渐增加，一年后达20000人。
1963年2月，在埃及的帮助下，共和国军队在北也门北部和东部发动了“斋月攻势”，并成功控制首都萨那全境，此后4年，北也门内战长期处于僵持状态。
1967年8月29日，阿拉伯国家联盟首脑会议在苏丹首都喀土穆召开，会议决定沙特停止向北也门保皇派提供军事援助;埃及军队也同时撤出北也门。同年11月28日，保皇派二度兵临城下，围攻首都萨那70天之久，共和派顽强抵抗，在苏联、叙利亚和阿尔及利亚的紧急援助下，终于击溃保皇势力，并乘胜追击，控制了北也门大约85%的地区，取得战场主动权。
1970年3月，在沙特阿拉伯的调停下，共和国政府宣布彻底废除巴德尔家族一切王室成员的政治特权，接收一批原为王室效劳的军政人员参加共和国政府管理。7月，北也门共和国政府和沙特阿拉伯达成停战协议，王室派成员全部放弃抵抗，阿拉伯也门共和国最后取得了胜利，8年北也门内战终告结束。

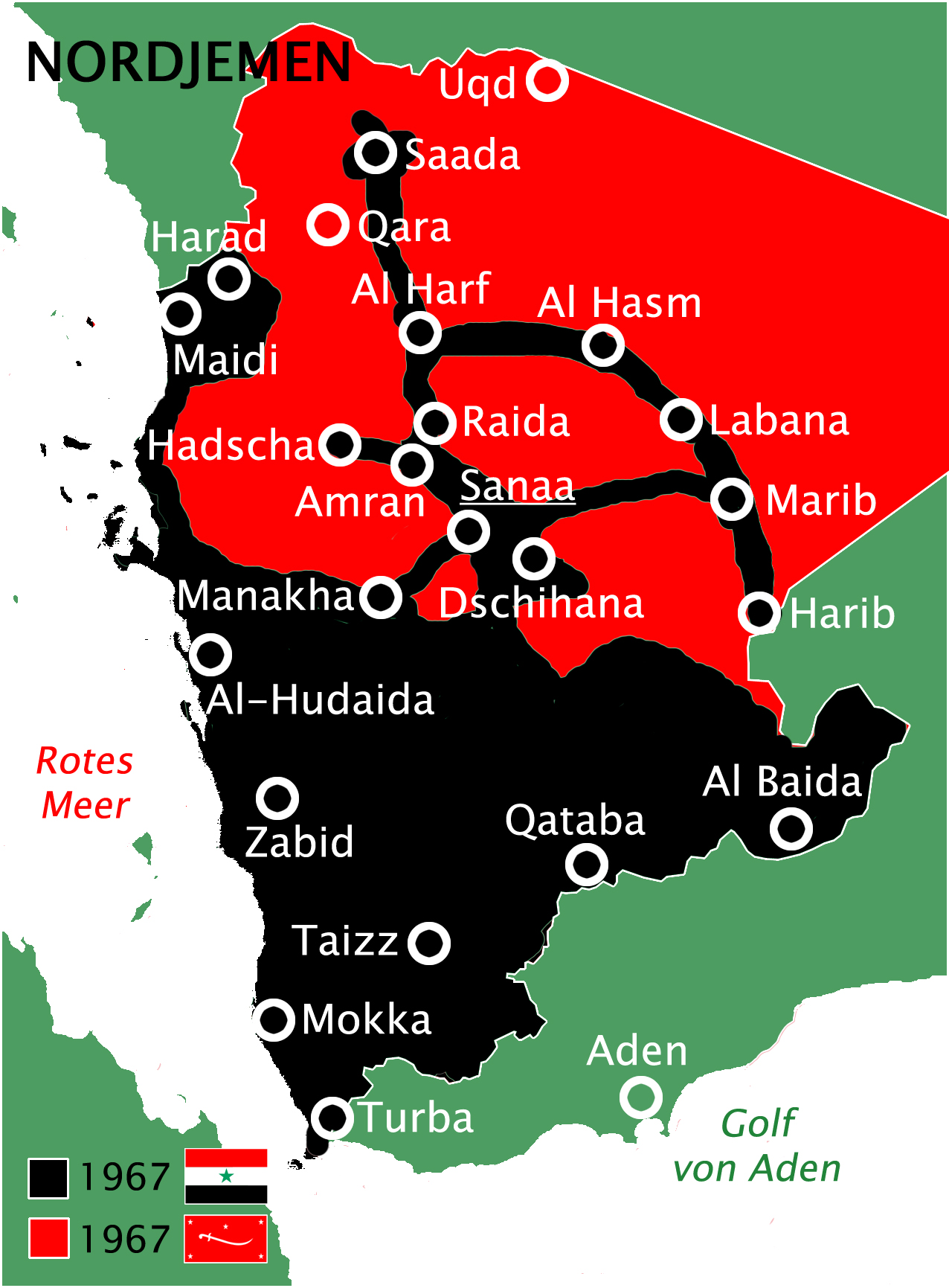
北也门1967年形勢圖，共和国派控制區以黑色標示，保王派控制區以紅色標示